# Länssjukhuset i Boden
Länssjukhuset i Boden även kallat Garnis var ett sjukhus inom Norrbottens läns landsting som verkade i olika former åren 1957–1999. Sjukhuset var beläget i Boden.

## Historik
Sjukhuset byggdes ursprungligen som garnisonssjukhus för Bodens garnison (och kom därför att få smeknamnet Garnis, ett namn som levde kvar långt efter att det slutat vara garnisonssjukhus). Sjukhuset togs i drift 1911 och övergick 1957 i landstingets regi, vid det laget utgjorde civila redan en majoritet av patienterna. Den 1 september 1999 invigdes det nya sjukhuset Sunderby sjukhus och i februari 2000 hade all verksamhet vid sjukhusen i Luleå och Boden samlats till Sunderby sjukhus.